# Anne Baxter
Anne Baxter (Michigan City, Indiana, 1923. május 7. – New York, 1985. december 12.) Oscar-díjas amerikai színésznő.

## Életpályája
A színiiskolát New Yorkban végezte el. 1935-ben gyermekként lépett a színpadra. 1940-től szerepelt filmekben. Emlékezetes szerepe Lewis Milestone Észak csillaga (1943) című szovjetbarát filmjének fiatal hősnője. 1946-ban készült A borotva éle című film, amellyel elnyerte a legjobb női mellékszereplőnek járó Oscar-díjat. 1950-ben őt választottál a Mindent Éváról című filmre, mert hasonlított Claudette Colbert-re, aki eredetileg a film főszereplője lett volna, így Bette Davis partnere volt. 1953-ban a Warner Bros.-hoz szerződött két film erejéig. 1957 után elsősorban a tv sztárja volt. 1960-ban csillagot kapott a Hollywood Walk of Fame-en. Az 1970-es években visszatért a Broadway-ra. Játszott a Columbo egyik, 1972-es epizódjában.

## Magánélete
1946-1953 között John Hodiak (1914-1955) amerikai színész volt a férje. Egy gyermekük született: Katrina (1951). 1960-1968 között Randolph Galt volt a párja. Két gyermekük született: Melissa (1962) és Maginel (1963). 1977-ben David Kleevel élt együtt.

## Filmjei
- Az Ambersonok tündöklése (1942)
- Észak csillaga (The North Star) (1943)
- Öt lépés Kairó felé (1943)
- Öten voltak (1944)
- Menekülés a pokolból (1946)
- A borotva éle (1946)
- Hazatérés (1948)
- Mindent Éváról (1950)
- Meggyónom (1953)
- Bedevilled (1955)
- Tízparancsolat (1956)
- Vadnyugati becsület (1956)
- General Electric Theater (1957-1960)
- Családi ékszerek (1965)
- Batman (1966-1967)
- Ironside (1968-1969)
- The Name of the Game (1968-1970)
- Marcus Welby, M.D. (1969-1973)
- Columbo: Rekviem egy hullócsillagért (bem. 1973. jan.) – Nora Chandler
- Édentől keletre (1981)
- Szerelemhajó (1981-1985)
- Hotel (1983-1986)

## Díjai
- Oscar-díj a legjobb női mellékszereplőnek (1947) A borotva éle
- Golden Globe-díj a legjobb női mellékszereplőnek (1947) A borotva éle